# Johan Blanc
Pour les articles homonymes, voir Blanc.
Johan Blanc, né le 14 mai 2007 à Rodez, est un coureur cycliste français. 

## Biographie
Johan Blanc est né à Rodez. Il grandit dans la localité voisine d'Olemps, au cœur de l'Aveyron. Au cours de son enfance, il se consacre d'abord au triathlon. Il bascule ensuite vers le cyclisme, en pratiquant le VTT et le cyclo-cross. Dans ces deux disciplines, il obtient de bons résultats au niveau national,,. Le coureur ruthénois finit toutefois par donner la priorité aux compétitions sur route,. 
En 2024, il intègre le programme junior de la Groupama-FDJ. Il court aussi occasionnellement pour le Stade Toulousain Cyclisme Académie, tout en étant licencié au Vélo Club de Rodez. Au printemps, il se fait remarquer au niveau international en terminant quatrième et meilleur jeune de la Gipuzkoa Klasika, remportée par son coéquipier Baptiste Grégoire. Quelque temps plus tard, il prend la huitième place du championnat de France sur route juniors. Il se classe ensuite deuxième du Grand Prix de Plouay juniors, troisième du contre-la-montre de la Ronde des Vallées ou encore septième d'Aubel-Thimister-Stavelot durant l'été. 
Lors de la saison 2025, il confirme ses aptitudes en étant l'un des meilleurs juniors français. Membre régulier de l'équipe de France, il se distingue dans le calendrier de la Coupe des Nations Juniors en terminant sixième de la Course de la Paix juniors. Il réalise également de bonnes performances sur le Tour du Pays de Vaud en se classant deuxième de l'étape reine et sixième du classement général. La même année, il remporte le Tour du Carmausin Ségala, une étape de la Gipuzkoa Klasika ainsi que le Tour de la Vallée de la Trambouze. Il finit par ailleurs deuxième de la Classique des Alpes juniors, ou encore troisième de La Bernaudeau Junior.
Grâce à ses résultats, il parvient à signer un premier contrat professionnel de deux ans avec l'équipe continentale de Groupama-FDJ. Il doit normalement rejoindre cette formation en 2026, pour son entrée chez les espoirs. Doté d'un profil plutôt polyvalent, il indique apprécier les « longues montées ». Il souhaite s'orienter à l'avenir vers les classements généraux des courses par étapes,.

## Palmarès sur route
- 2024
  - 2e du Grand Prix de Cintegabelle juniors
  - 2e du Grand Prix de Plouay juniors
  - 3e de la Classic Région Sud U19
  - 3e du Tour du Carmausin Ségala
- 2025
  - Tour du Carmausin Ségala
  - 1re étape de la Gipuzkoa Klasika
  - Tour de la Vallée de la Trambouze :
    - Classement général
    - 1re étape

  - 2e de la Classique des Alpes juniors
  - 3e de La Bernaudeau Junior